# Olympic Gold: Barcelona '92
Olympic Gold: Barcelona '92 (Japans: オリンピックゴールド) is een computerspel werd ontwikkeld door Tiertex en werd uitgegeven door U.S. Gold. Het spel werd in 1992 uitgebracht. Het spel telt zeven evenementen, te weten: 100 meter, kogelslingeren, boogschieten, 110 meter horden, polsstokhoogspringen, schoonspringen en 200 meter vrije slag. De speler kan kiezen uit acht landen (Groot-Brittannië, Frankrijk, Duitsland, Italië, Spanje, Verenigde Staten, Japan, USSR). Elk land heeft een eigen volkslied en sporters. Elke atleet is uniek, sommige kunnen wereldrecords behalen en andere moeten blij zien in de top zes te komen. Het computerspel is het eerste spel dat een licentie kreeg van het Internationaal Olympisch Comité.

## Releases
- Game Gear (1992)
- Sega Mega Drive (1992)
- SEGA Master System (1992)

## Ontvangst
| Beoordeeld door    | Platform           | Datum          | Score |
| ------------------ | ------------------ | -------------- | ----- |
| Sega Force         | Sega Mega Drive    | september 1992 | 85%   |
| Sega Force         | Game Gear          | september 1992 | 85%   |
| Mean Machines      | SEGA Master System | juli 1992      | 81%   |
| Video Games        | Sega Mega Drive    | juni 1992      | 76%   |
| Video Games        | SEGA Master System | juni 1992      | 76%   |
| Megablast          | Game Gear          | 1992           | 73%   |
| Power Play         | Sega Mega Drive    | juni 1992      | 71%   |
| Mean Machines      | Sega Mega Drive    | juni 1992      | 70%   |
| Gamers (Duitsland) | Game Gear          | augustus 1992  | 53%   |